# Ломовка (приток Кына)
Ломовка — река на Урале, в Пермском крае.
Приток Кына, притока Чусовой, впадает в него справа в 9,3 км от устья. Длина реки 14 км.

## География
Истоки реки — у восточного склона горы Каменной в районе станции Рассоленки. Высота истока — 351 метр над уровнем моря. Река течёт на север вдоль подножия горы, и впадает в Кын справа. Основной приток — река Малая Ломовка, впадающая справа в нижнем течении.

## Данные водного реестра
По данным государственного водного реестра России, река относится к Камскому бассейновому округу, водохозяйственный участок реки — Чусовая от города Ревды до в/п посёлка Кына, бассейн Камы, речной подбассейн — бассейны притоков Камы до впадения Белой.
Код объекта в государственном водном реестре — 10010100612111100010942.